# 딸기 우유
딸기우유는 딸기나 딸기 시럽 또는 딸기향을 넣어 만든 우유이다.

## 같이 보기
- 딸기
- 우유
- 시럽
- 초콜릿 우유
- 딸기속
- 음료
- 커피